# Al-Mustansir II.
Abu al-Qasim Ahmad al-Mustansir bi-llah, bzw. al-Mustansir II. (arabisch أبو القاسم أحمد المستنصر بالله الثاني, DMG Abū l-Qāsim Aḥmad al-Mustanṣir bi-llāh aṯ-ṯānī; † 27. November 1261), war der erste Kalif aus der Dynastie der Abbasiden, der in Kairo residierte.
Al-Mustansir war ein Neffe des Kalifen al-Mustansir I. und Cousin ersten Grades von al-Mustasim, des letzten in Bagdad residierenden Kalifen. Er überlebte 1258 das Massaker an den Abbasiden, das der Mongolenherrscher Hülegü nach der Eroberung von Bagdad angeordnet hatte. Über Umwege gelangte er im Sommer 1261 nach Kairo, wo inzwischen der Mamelukensultan Baibars I. herrschte.
Im Juni 1261 wurde in Aleppo der Abbaside Abu l-Abbas Ahmad al-Hakim bi-Amrillah (al-Hakim I.) von einem rebellierenden Mameluken zum Kalifen proklamiert. Baibars verweigerte ihm folglich die Anerkennung und proklamierte seinerseits in Kairo al-Mustansir zum Kalifen. Zusammen mit dem Sultan zog al-Mustansir im Oktober 1261 nach Damaskus, um die Unterwerfung Syriens anzugehen. In Damaskus erhielt er von Baibars ein Heer von 3000 Kriegern zur Seite gestellt, mit dem er gegen die Mongolen des Hülegü in Mesopotamien ziehen sollte. Ob Baibars dabei auch die Eroberung von Bagdad oder einfach nur die Sicherung der Euphratgrenze in Betracht gezogen hatte, ist umstritten. Allerdings hatte auch schon al-Hakim I. einen Vorstoß bis 20 km vor Bagdad unternommen.
Al-Mustansir konnte mehrere Städte entlang des westlichen Euphratufers einnehmen. Bei al-Anbar wurde sein lagerndes Heer von einem mongolischen Spähtrupp entdeckt, worauf ein größeres mongolisches Heer in der Nacht vom 26. auf den 27. November, von al-Mustansir unbemerkt, den Euphrat überquerte und ihn somit zum Kampf stellte. Al-Mustansir griff die Mongolen mit seiner Infanterie an und schien zunächst über den Gegner die Oberhand zu gewinnen. Tatsächlich aber ist er in eine Falle der Mongolen gelaufen, die ihre bewährte Taktik der Scheinflucht angewandt hatten. Als sich der Kalif mit seiner Infanterie weit genug von seiner Reiterei entfernt hatte, die aus Beduinen und Turkomanen gestellt wurde, kehrten die Mongolen um und umzingelten ihn. Al-Mustansir hatte keine Chance gegen die Übermacht und wurde getötet, sein Kopf soll von den Mongolen in mehreren Städten des Iraks präsentiert worden sein, zum Beweis seiner Niederlage. Al-Mustansirs Reiterei hatte während der Schlacht keinen Versuch zu seiner Rettung unternommen, sondern sofort die Flucht ergriffen, weshalb ihr in zeitgenössischen Berichten Verrat unterstellt wurde.
Nach dem Tod von al-Mustansir zog sein Gegenprätendent al-Hakim I. nach Kairo und erhielt von Sultan Baibars die Anerkennung als rechtmäßiger Kalif.